# Three cheers for our side〜海へ行くつもりじゃなかった
『three cheers for our side 〜海へ行くつもりじゃなかった〜』（スリー・チアーズ・フォー・アワ・サイド 〜うみへいくつもりじゃなかった〜）は1989年8月25日に発売されたフリッパーズ・ギター通算1作目のスタジオ・アルバム。

## 解説
当時としては珍しく全曲英語詞で歌われた。音楽的には、1980年代後期のイギリスのインディ・ポップ、主にネオアコの影響が色濃く、アズテック・カメラ、ヘアカット100、ペイル・ファウンテンズ、モノクローム・セットなどからの引用が散見される。
なお、本アルバム収録曲は、ほとんどがロリポップ・ソニック時代の曲で構成されている。このアルバムを出した直後にメンバー3人が脱退し、小山田圭吾と小沢健二の2人のみが残った。
2006年8月25日に『CAMERA TALK カメラ・トーク』と共に全曲リマスターおよび、ボーナス・トラックを追加収録した限定盤として再発。リマスタリング・エンジニアは高山徹。さらに2010年1月27日にはSHM-CD化され再発された。このSHM-CD盤は2006年の再発盤とは違い、ボーナス・トラックを含まない1989年当時と同じ収録曲となっている。
タイトルの直訳は、「自分たちに、万歳三唱」。類似する題名の小説に、アーサー・ランサムの『海へ出るつもりじゃなかった』（1937年、We Didn't Mean to Go to Sea）がある。

## 収録曲
全作詞: 小沢健二 (#13を除く)
1. Hello/ハロー／いとこの来る日曜日
作曲: 小山田圭吾
2. Boys Fire the Tricot/ボーイズ、トリコに火を放つ
作曲: 小沢健二
3. Joyride/すてきなジョイライド
作曲: 小沢健二
4. Coffee-milk Crazy/コーヒーミルク・クレイジー
作曲: 小山田圭吾 　　NHKミッドナイトチャンネル(再放送枠) テーマ曲
5. My Red Shoes Story/僕のレッド・シューズ物語
作曲: 小山田圭吾/小沢健二
6. Exotic Lollipop (and other red roses)/奇妙なロリポップ
作曲: 小山田圭吾/小沢健二
7. Happy Like a Honeybee/ピクニックには早すぎる
作曲: 小山田圭吾
フリッパーズ初めてのタイアップ曲。ロッテのCMソングとして使用された。
「Friends Again」のカップリング曲。
8. Samba Parade/サンバ・パレードの華麗な噂が
作曲: 小山田圭吾/小沢健二
9. Sending to your Heart/恋してるとか好きだとか
作曲: 小山田圭吾/小沢健二
10. Goodbye, our Pastels Badges/さようならパステルズ・バッヂ
作曲: 小山田圭吾
11. The Chime will Ring/やがて鐘が鳴る
作曲: 小山田圭吾/小沢健二
12. Red Flag on the Gondola/レッド・フラッグ
作曲: traditional
童謡「もみの木」のカヴァー。歌詞は共産党賛歌として使われていたものだという。「赤旗の歌」も参照。
13. Friends Again (Single Version)/フレンズ・アゲイン(シングル・ヴァージョン)（'06年再発リマスター限定盤のみ）
作詞・作曲: Double K.O. Corp.
シングル「Friends Again」（1990年1月25日発売）収録